# Festuca casapaltensis
Festuca casapaltensis är en gräsart som beskrevs av John Ball. Festuca casapaltensis ingår i släktet svinglar, och familjen gräs.
Artens utbredningsområde är Peru. Inga underarter finns listade i Catalogue of Life.